# باري ليستير
باري ليستير (بالإنجليزية: Barrie Lester) هو لاعب بولينغ أسترالي، ولد في 24 يناير 1982 في بنديجو في أستراليا.

## روابط خارجية
- باري ليستير على موقع دورة ألعاب الكومنولث 2006 (مؤرشف) (الإنجليزية)